# Debra Hamel

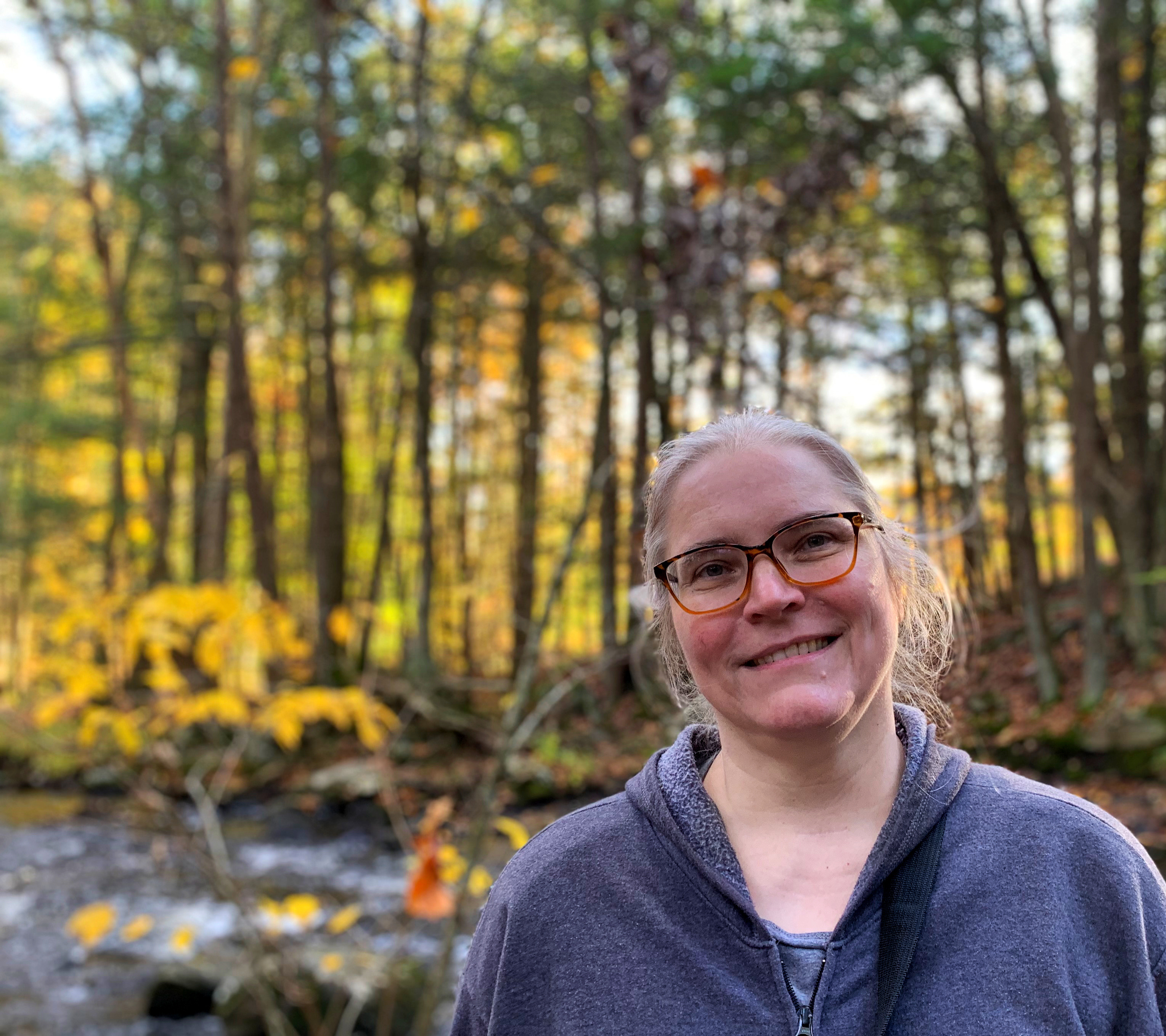
Debra Hamel (2020)

Debra Louise Hamel (* 1964 in New Haven) ist eine US-amerikanische Althistorikerin.
Debra Hamel studierte von 1985 bis 1989 an der Johns Hopkins University und schloss als B.A. in Classics with Departmental and General Honors (Bachelor in Altertumswissenschaften mit Auszeichnungen) ab. Daran schloss sich ein Studium an der Yale University an. Hier erwarb Hamel 1993 den Master of Arts in Klassischer Philologie. Drei Jahre später erwarb sie ihren Doktor mit einer Dissertation zum Thema Athenian Strategoi: The Extent and Exercise of Authority in the Military Sphere, 501/0-322/1. Zwischen 1998 und 2001 war Hamel mehrfach Gastprofessorin an der Wesleyan University.
Debra Hamel beschäftigt sich vor allem mit griechischem Recht und griechischer Militärgeschichte, griechischer Literatur und römischer Geschichte. Besonders bekannt ist sie für ihr 2003 erschienenes Buch Der Fall Neaira. Die wahre Geschichte einer Hetäre im antiken Griechenland, das in der Fachwelt gut aufgenommen wurde.
Hamel ist verheiratet, hat zwei Töchter und lebt in North Haven.

## Schriften
- Athenian Generals. Military Authority in the Classical Period. Brill, Leiden u. a. 1998, ISBN 90-04-10900-5. (Mnemosyne Supplementum 182)
- Ancient Greeks in Drag. The Liberation of Thebes and Other Acts of Heroic Transvestism. Eigenverlag, 2002.
- Der Fall Neaira. Die wahre Geschichte einer Hetäre im antiken Griechenland. Primus, Darmstadt 2004, ISBN 3-89678-255-X
Englisches Original: Trying Neaira. The True Story of a Courtesan's Scandalous Life in Ancient Greece. Yale University Press, New Haven / London 2003.
- The Mutilation of the Herms. Unpacking an Ancient Mystery. CreateSpace, 2012, ISBN 978-1-4750-5193-3.
- Reading Herodotus. A Guided Tour through the Wild Boars, Dancing Suitors, and Crazy Tyrants of The History. The Johns Hopkins University Press, Baltimore 2012, ISBN 978-1-4214-0656-5.
- Reading Herodotus. A Guided Tour through the Wild Boars, Dancing Suitors, and Crazy Tyrants of The History. Eigenverlag, 2012, ISBN 978-1-4214-0656-5.
- Prisoners of the Peloponnesian War. Eigenverlag, 2013.
- Socrates at War. The Military Heroics of an Iconic Intellectual. Eigenverlag, 2013.
- It Was a Dark and Stormy Tweet. Five Hundred 1st Lines in 140 Characters or Less. Eigenverlag, 2014, ISBN 978-1-4995-0793-5.
- The Battle of Arginusae: Victory at Sea and its Tragic Aftermath in the Final Years of the Peloponnesian War. Witness to Ancient History. Johns Hopkins University Press, Baltimore 2015, ISBN 978-1-4214-1681-6.
- Killing Eratosthenes. A True Crime Story From Ancient Athens. Eigenverlag, 2016, ISBN 978-1-5239-9569-1.
- The Twitter Thucydides. An Abbreviated History of the Peloponnesian War for the Modern Age. Eigenverlag, 2017, ISBN 978-1-9765-3256-6.